# Vladímir Yermoshin
Vladímir  Vasílievich Yermoshin (en bielorruso: Уладзімір Васілевіч Ярмошын; Uladzimir Vasilyevich Yarmoshyn, en ruso: Владимир Васильевич Ермошин, nacido el 26 de octubre de 1942) es un político bielorruso. 

## Biografía
Ingeniero Mecánico, siguió una carrera en la industria aeronáutica antes de entrar en la política en 1990. Primer vicepresidente del comité ejecutivo de la ciudad de Minsk en 1992, fue nombrado presidente del mismo en enero de 1995, lo que es equivalente al papel de alcalde.
Tras la renuncia de Sergey Ling fue nombrado por el presidente Alexander Lukashenko el 18 de febrero de 2000 como Primer Ministro de Bielorrusia, siendo confirmado por el Parlamento el 14 de marzo. Desempeñó el cargo hasta el 1 de octubre de 2001.